# Palocsay Kisó Kata
Palocsay Kisó Kata (Kolozsvár, 1968. december 21. –) színművész, bábszínész, rendező, egyetemi oktató, Palocsay Zsigmond lánya.

## Életpályája
1997-ben elvégezte a Babeș–Bolyai Tudományegyetem színművészet szakát, ahol osztályvezető tanárai voltak Bíró József és Salat Lehel. Ugyanott 2004-ben mesteri fokozatot szerzett. 2010-ben doktori fokozatot szerzett a marosvásárhelyi Színházművészeti Egyetemen Kovács Levente irányításával.

## Tevékenysége
- 1990–1993 Kolozsvári Puck Bábszínház – bábszínész
- 1992 Kecskés András pantomim-kurzusa, Graz, Ausztria
- 1993 tanfolyamok a Dimitrij-féle bohóc iskola keretén belül, Svájc
- 1997–2001 Kolozsvári Állami Magyar Színház – színművész
- 2001–2002 Kolozsvári Puck Bábszínház – bábszínész
- 2001–2003 Babeș–Bolyai Tudományegyetem, Kolozsvár, Bölcsészkar, Színháztudományi Tanszék – óraadó tanár
- 2003–2006 Marosvásárhelyi Színművészeti Egyetem – óraadó tanár

2003-tól a kolozsvári Babeș–Bolyai Tudományegyetem Színház és Televízió Karának tanársegédje, majd 2011-től adjunktusa.

## Díjai
1997 – Kisvárdai Határon Túli Színházak Fesztiválja: a Fesztivál Fővédnökének, a Köztársaság Elnökének Különdíja Sára Sábelszkij szerepének megformálásáért

## Oktatott tárgyak
- Beszédtechnika
- Bábszínészet és bábos improvizáció
- Kortárs bábszínház